# Hugo Zapata

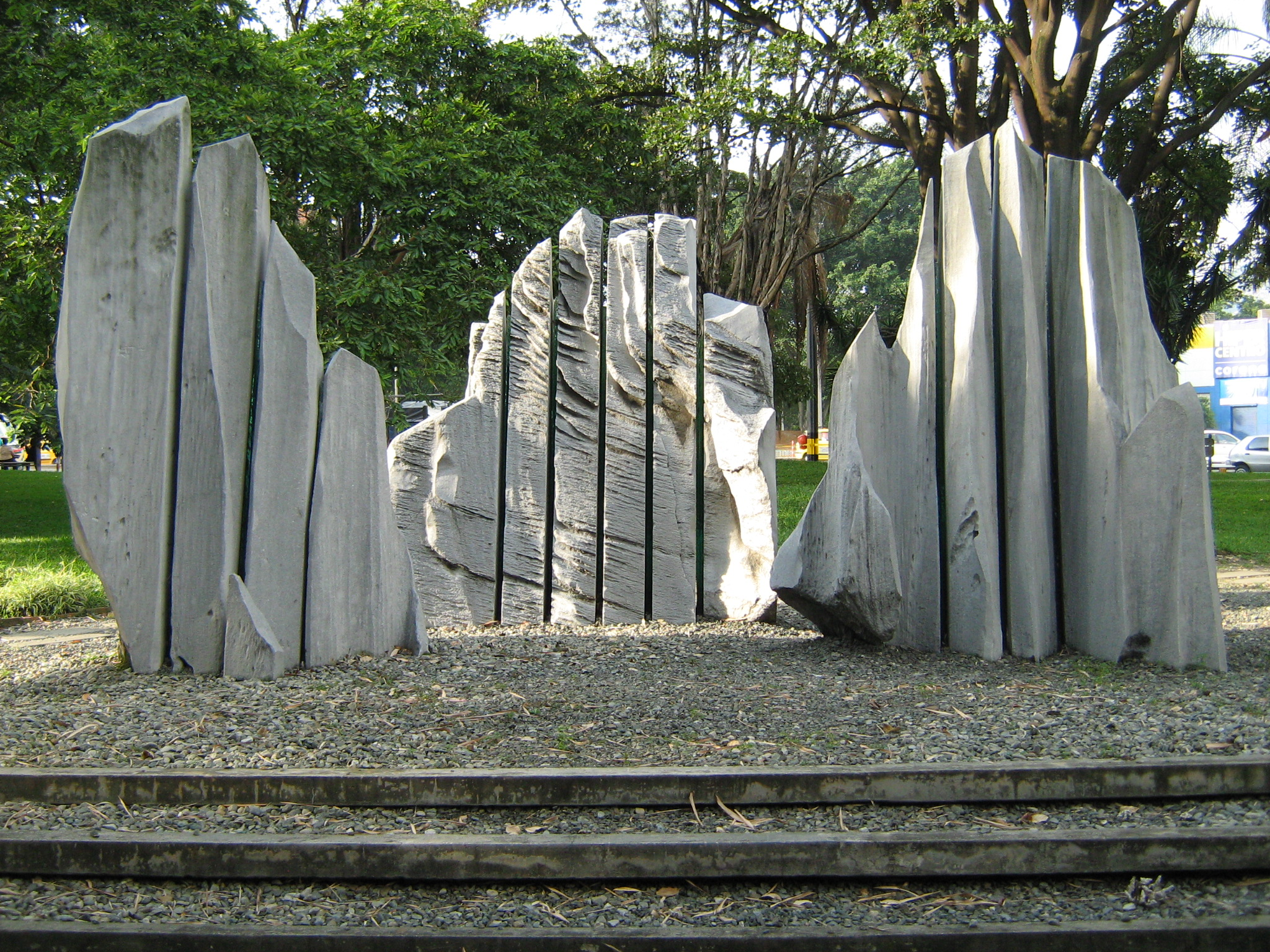
Estelas de Hugo Zapata

Hugo Zapata Hurtado (La Tebaida, Quindío, 11 de septiembre de 1945 - Medellín, 3 de junio de 2025) fue un arquitecto, escultor y artista plástico colombiano.

## Trayectoria
Nació en la Tebaida Quindío. Estudió artes plásticas en la Universidad de Antioquia en 1966. Se especializó en arquitectura en la Universidad Nacional de Colombia en Medellín en 1972. De allí comienza su carrera como escultor haciendo exposiciones en Alemania, Estados Unidos, Argentina y Francia.

## Exposiciones
- Fundación Corazón Verde, Darte Social Maestro de Maestros, Edición Especial.
- Exposición, Art Cartagena, Galería Sextante.
- Artbo, Galería Sextante, Bogotá, Colombia.
- Exposición, “Limo Iluminado”, AH Fine Art, Hotel Santa Clara, Cartagena,
- Art Medellín, Centro de eventos Plaza Mayor, Medellín.
- Artbo, Galería Sextante, Bogotá, Colombia.
- Viarte, Medellín.
- Exposición Individual y homenaje , Casa del Embajador de Colombia en Francia.
- Exposición Maestros Fundadores, Facultad de diseño, Universidad Pontificia Bolivariana.
- Exposición individual, Ecos Líticos, Museo Juan del Corral, Santa fe de Antioquia.
- Viarte 2013, Exposición Colectiva, Homenaje Especial.
- ArtBo, Galería Sextante, Bogotá, Colombia.
- Exposición Individual, “ Regalos de la tierra” Galería Isabel Aninat, Santiago de Chile
- Exposición en el hotel Plaza Athenee, Paris, Francia
- Obra Jardín de la Gente, Jing'an International Sculpture Exhibition, Shanghái, China
- Exposición Individual, Juego de Materia y Memoria, Abadía de Cercanceaux. Fontainbleau, Paris, Francia.
- Houston Fine Art Fair, Art From The World, Houston, Texas, USA.
- FIA Caracas, Galería La Cometa, Invitado Especial de la Feria.
- GEOGRAFIAS, Galería Sextante, Bogotá, Colombia.
- ArteAmericas, Galería Sextante, Miami. USA.
- Fundación Cultural Macay, A. C. “Colombia en Mérida”, Museo de Arte Contemporáneo Ateneo de Yucatán (MACAY), en coordinación con el H. Ayuntamiento de la ciudad, Obra “ ORIENTE”, Talla en Basalto.
- ArtBo, Galería Sextante, Bogotá, Colombia.
- ArteBA, Galería Sextante, Buenos Aires, Argentina.
- Feria Chaco, Galería Sextante, Santiago de Chile.

### Colombia
- Exposición, “Limo iluminado”, Museo Rayo, Roldanillo, Colombia.
- Exposición “Limo Iluminado”, Museo de Jericó “Maja”.
- Exposición, Hugo Zapata en Punta Cana, Galería La Cometa